# Tinker (computerspel)
Tinker is een puzzelspel ontwikkeld door Fuel Industries en uitgegeven op 23 september 2008 door Microsoft als onderdeel van de Windows Ultimate Extras.
Het spel werd opnieuw geïntroduceerd in het programma Games for Windows – Live op 15 december 2009, waardoor ook mensen die niet Windows Vista Ultimate hebben, het spel gratis kunnen downloaden. In tegenstelling tot de originele versie, moet de speler inloggen via zijn Microsoft-account voordat het spel gespeeld kan worden.

## Gameplay
In Tinker bestuurt de speler een robot die op een speelveld zo snel mogelijk, en met zo minimaal mogelijk zetten, bij de bestemming terecht moet komen. Naarmate de speler in het spel vordert, worden de levels moeilijker en komen er meer dingen bij waar rekening mee gehouden moet worden. Zo zijn er batterijen die de speler kan oppakken om meer zetten te kunnen doen, maar meestal liggen deze wel van de goede route af. Ook zijn er een aantal puzzels, zoals het af moeten schieten van een laserstraal op een bepaald doel, het omzetten van knoppen, blokken uit de weg duwen, blokken die vernietigd moeten worden met bommen en het gebruikmaken van barrières, magneten, liften, teleporteerplatformen, spiegels en lopende banden.